# 윌리 볼리
윌리아르노 조보 볼리(프랑스어: Willy-Arnaud Zobo Bolly, 1991년 2월 3일 ~ )는 현재 노팅엄 포리스트와 코트디부아르 국가대표팀에서 수비수로 활약하고 있는 코트디부아르의 축구 선수이다.

## 구단 경력

### 오세르
프랑스 믈룅에서 태어난 볼리는 INF 클레르퐁텐 아카데미에서 3년 동안 유소년 축구를 했다. 그는 AJ 오세르의 리저브 팀에서 시니어 데뷔를 했고 2011년 2월, 그는 4분의 1 옵션과 함께 3년 계약에 동의한 후 그의 첫 프로 계약에 서명했다.
2011년 4월 16일, 볼리는 1-0으로 이긴 툴루즈 FC와의 원정 경기에서 90분 풀타임을 소화하며 리그 1 데뷔 전을 치렀고, 다음 경기인 RC 랑스와의 안방 경기에서 첫 골을 기록했다.
볼리는 2011-12 시즌에 논란의 여지가 없는 선발로 출전했지만(33경기 1골), AJA는 최하위를 기록하며 리그 2로 강등되었다.

### 브라가
2014년 9월 1일, 볼리는 포르투갈로 이적하여 SC 브라가와 4년 계약을 맺고, 첫 시즌을 세군다리가 B팀에서 보냈다.

### 포르투
2016년 8월 31일 FC 포르투와 450만 유로의 바이아웃 조항으로 5년 계약을 체결했다. 그는 자신의 기간 동안 단 8번의 경쟁적인 경기에 출전했는데, 이 중 1-0으로 패한 유벤투스 FC와의 UEFA 챔피언스리그 16강 원정 경기는 안드레 실바와 교체되어 후반전에 출전했다.

### 울버햄프턴 원더러스
2017년 7월 8일, 볼리는 EFL 챔피언십의 울버햄프턴 원더러스 FC로 한 시즌 임대되어 전 감독 누누 이스피리투 산투와 재회했다., 울버햄프턴 FC 소속으로 2017-18 시즌 첫 경기를 치렀고, 홈에서 열린 미들즈브러와의 경기에서 데뷔 전을 치렀고, 10월 31일 노리치 시티와의 원정 경기에서 울버햄프턴 FC 소속으로 첫 골을 기록하며 울버햄프턴 FC의 2-0 승리에 일조했다.
37번의 공식 경기에 출전하여 승격을 도운 후, 볼리는 울버햄프턴과 영구 계약을 체결했다. 2018년 8월 11일, 2-2로 비긴 에버턴과의 홈 경기에서 프리미어리그 데뷔 전을 치렀다. 그는 2주 후 1-1로 비긴 맨체스터 시티와의 홈 경기에서 첫 골을 넣었지만, 텔레비전 중계를 통해 볼이 그의 머리를 흘끗 본 후 그의 팔뚝에 의해 골문으로 굴절된 것을 보여주면서 그 골은 논란의 여지가 있음이 증명되었다.

### 노팅엄 포리스트
2022년 9월 1일, 볼리는 프리미어리그의 노팅엄 포리스트와 비공개 이적료로 2년 계약을 체결했다.

## 국가대표팀 경력
코트디부아르의 부모에게서 태어난 볼리는 16세 이하, 17세 이하, 19세 이하 수준의 프랑스를 대표했다.
2020년 코트디부아르 국가대표로 전향한 볼리는 2020년 11월 12일 마다가스카르와의 2021년 아프리카 네이션스컵 예선 경기에서 코트디부아르 국가대표팀으로 데뷔했다.